# Capitoulat
Le capitoulat de Toulouse est la forme d'administration communale qui a dirigé la ville de Toulouse aux périodes médiévales et modernes, de 1147 à 1789. Les magistrats de la ville étaient les capitouls, élus chaque année par les différents quartiers (ou capitoulats) de la ville, afin de constituer le conseil municipal ou Consistoire. 
Toulouse étant une ville ayant le droit de justice et de défense, ainsi que la seigneurie d'un vaste territoire alentour, leurs attributions étaient non seulement administratives, mais aussi judiciaires et militaires. Leurs fonctions étaient reconnues par le roi comme nobles et anoblissantes. L'établissement du Parlement de Toulouse au XVe siècle réduisit leurs prérogatives judiciaires. Avec la Révolution française, le capitoulat est aboli, comme les autres institutions locales.

## Origines du nom
Capitoul (en occitan : capítol) est le titre porté, au Moyen Âge et jusqu'à la Révolution,, par les premiers magistrats de la ville de Toulouse,.
Le substantif masculin,,, capitoul (prononcé [kapitul],) est un emprunt, à l'ancien occitan capitol,,,, lui-même issu, par ellipse, de l'expression languedocienne *senhor de Capitol, capitol étant un emprunt au latin, chrétien capitulum,,. En français, capitoul est attesté au XIVe siècle : d'après le Trésor de la langue française informatisé, sa plus ancienne occurrence (graphie ‹ capitoux ›) se trouve dans un texte daté de 1389. La graphie actuelle est attestée en 1513.

## Histoire

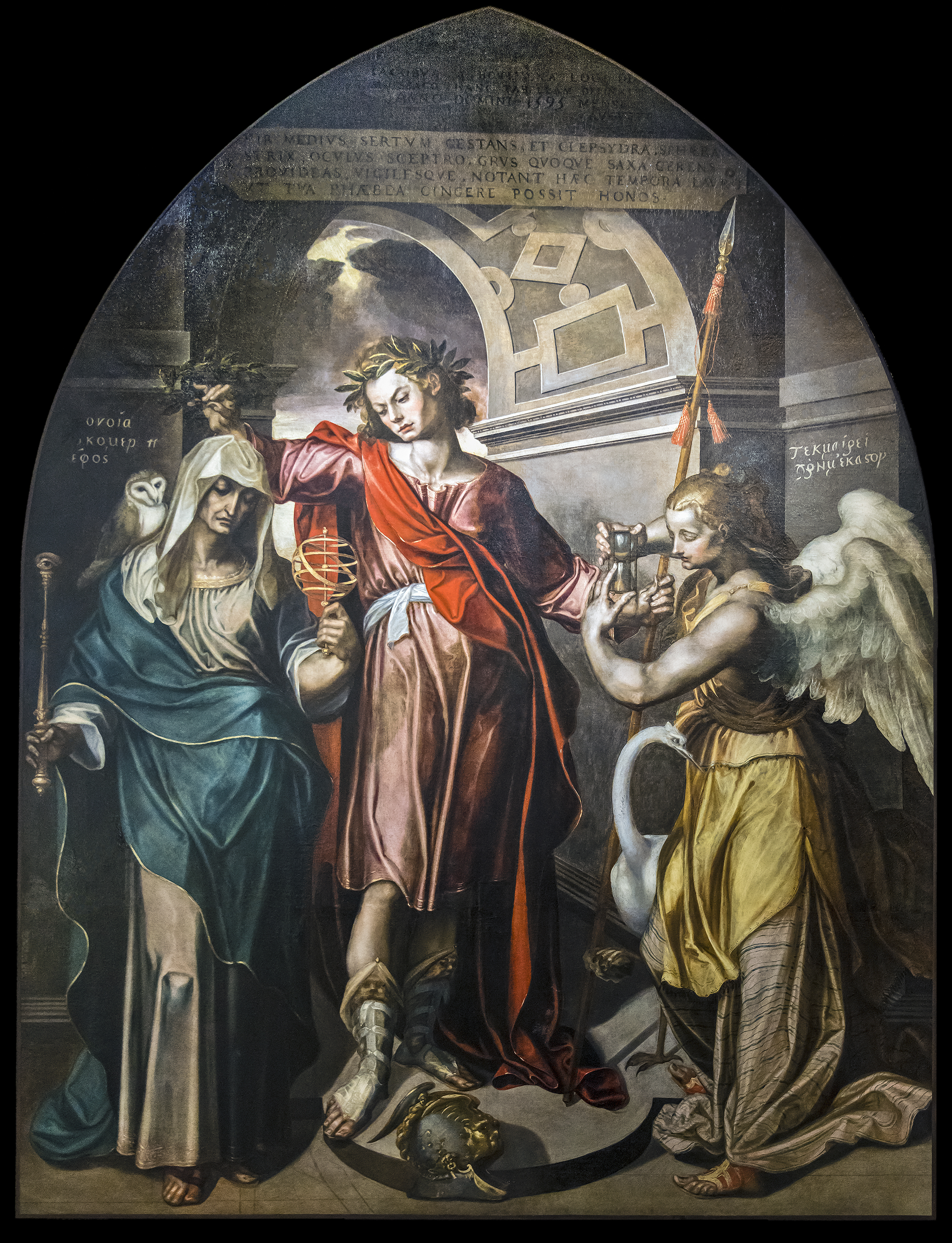
La Providence, l'Honneur et la Vigilance, vertus morales des capitouls (Jacques Boulbène, 1595, Musée des Augustins de Toulouse).

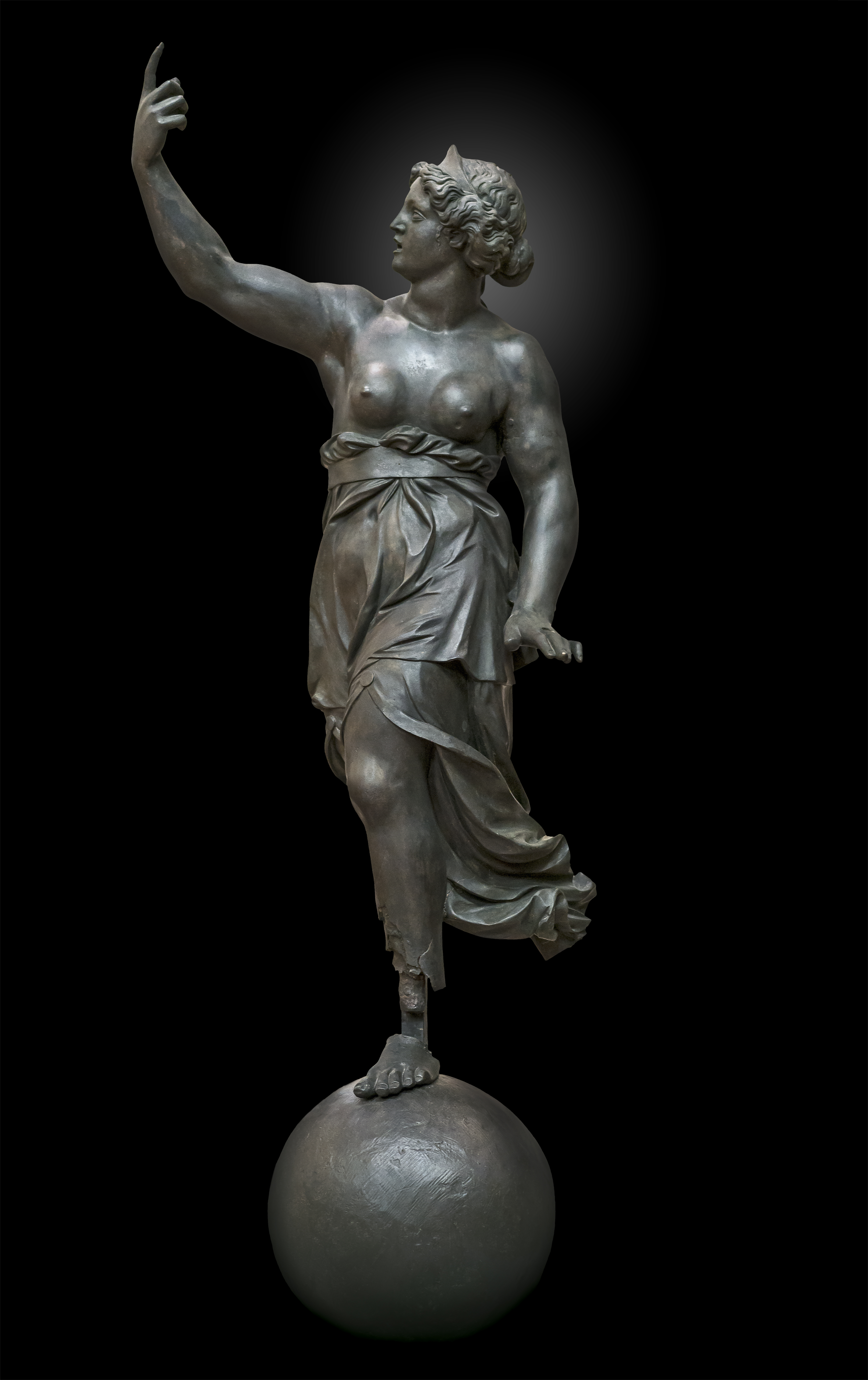
Dame Tholose est un bronze de 1550 figurant une allégorie de la ville de Toulouse et du pouvoir des capitouls, en réaction à la pression exercée par le pouvoir royal qui souhaitait remettre en cause les libertés et privilèges de la ville et de ses consuls (Musée des Augustins de Toulouse).

### Origines
L'institution d'un capitoulat à Toulouse date de 1147. À cette date, le comte de Toulouse Alphonse Jourdain, fils de Raimond IV, rédige les privilèges et fixe à 24 le nombre des consuls. Il désigne un notable pour chacun des six quartiers de Toulouse, afin d'arbitrer et juger les affaires commerciales. Les conseillers du comte forment avec les juges du comte un chapitre dit le capitolum. Cette cour, au temps des croisades, juge les procès entre les marchands. Les membres de ce collège municipal adoptent le titre de consuls, puis de capitouls.
En 1152, le fils d'Alphonse Jourdain, Raimond V, rédige une charte considérée comme le premier règlement municipal. Le chapitre comprend alors quatre juges, deux avocats et six capitulaires. Ces derniers prennent peu à peu le pouvoir en éliminant avocats et juges. Le nombre de ces consuls varie cependant déjà, puisque leur nombre est porté à 12 en 1171, puis 24 en 1182. 

### Réforme de 1188
En 1188, les capitouls profitent de la guerre entre Raimond V et les rois d'Angleterre et d'Aragon pour arracher l'autonomie. Le comte confirme le pouvoir des consuls publiquement sur le parvis de l'église Saint-Pierre des Cuisines, les consuls lui jurent fidélité. Les consuls ont désormais le pouvoir de police et de justice, le pouvoir réglementaire, le pouvoir de fixer et relever les impôts, le pouvoir de gérer une milice et de faire la guerre. Le chef du consistoire des capitouls est indifféremment l'un d'entre eux.
Le nombre des consuls est fixé à 12, un par partie (partita en latin) de la ville. La cité (civitas en latin), qui correspond aux quartiers de l'ancienne cité romaine, compte six parties : Partita Deauratæ (Daurade), Partita Pontis Veteris (Pont-Vieux), Partita Beate Marie Dealbatæ (Dalbade), Partita Sancti Petri Sancti Geraldi (Saint-Pierre Saint-Géraud), Partita Sancti Stephani (Saint-Étienne) et Partita Romani (La Pierre). Le bourg (burgus en latin), qui correspond aux quartiers qui se sont développés au Moyen Âge autour de l'abbaye Saint-Sernin, compte elle aussi six parties : Partita Sancti Petri de Coquinis (Saint-Pierre des Cuisines), Partita Crosarum (Lascrosses), Partita Arnaldi Bernardi (Arnaud-Bernard), Partita Posunvillæ (Pouzonville), Partita Matabovis (Matabiau) et Partita Villæ novæ (Villeneuve). 
Dès 1190, ils achètent une série de maisons pour en faire la maison commune, le Capitole. En général, chaque moulon avait son dixainier (aujourd'hui : dizainier).
En 1336, la cité étant plus peuplée que le bourg, l'organisation est modifiée afin de tenir compte de ce déséquilibre. Il n'y a alors plus que quatre parties pour le bourg, et huit pour la cité. On crée deux nouvelles parties pour la cité : Saint-Pierre-Saint-Martin (Partita Sancti Petri et Martini) et Saint-Barthélémy (Partita Sancti Bartholomæ), et pour le Bourg, Les Crosses et Arnaud-Bernard formèrent la partie de Saint-Julien (Partita Sancti Juliani), et Pouzonville et Matabiau celle de Saint-Sernin (Partita Sancti Saturnini) ; la partie de Villeneuve devint celle du Taur (Partita de Tauro).

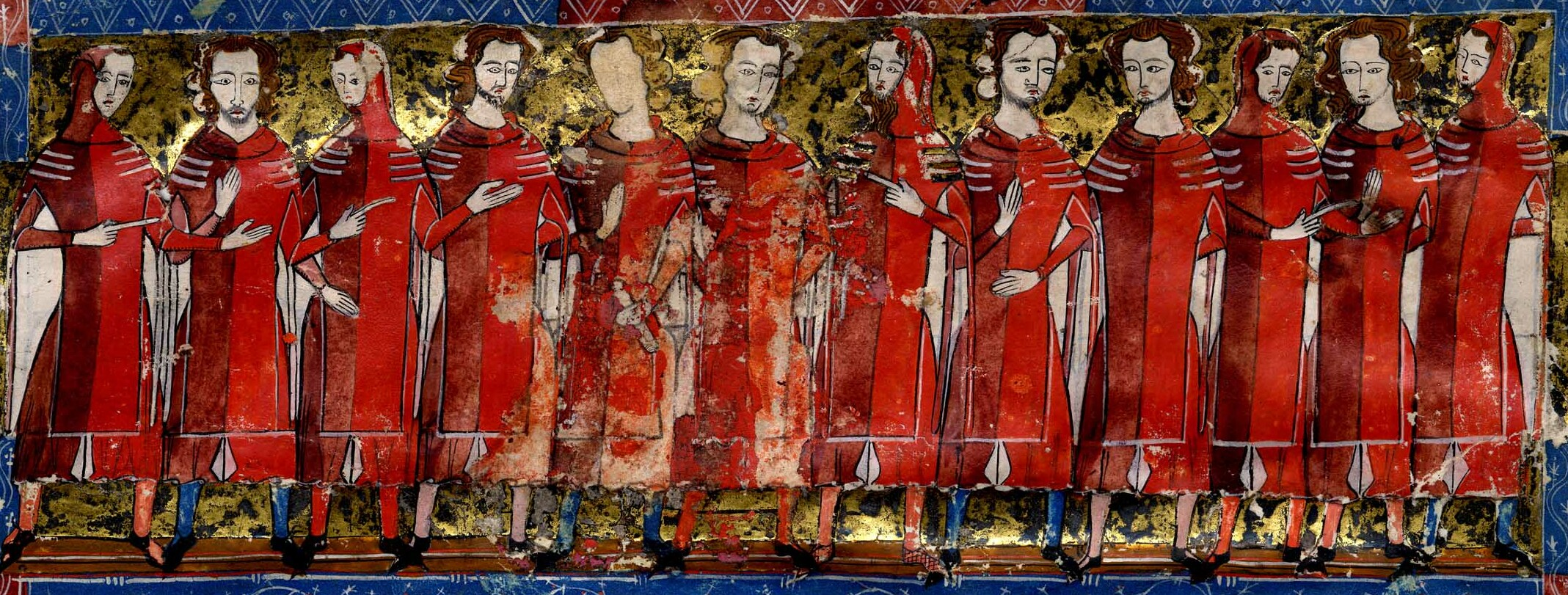
Les 12 capitouls de l’année 1352-1353

Au XIVe siècle, l'institution d'un parlement réduit leurs prérogatives judiciaires. Le nombre de capitouls ne cesse par ailleurs de varier : 12 en 1269, 4 en 1390, 6 en 1391, 8 en 1392.
Le 28 novembre 1400, les capitouls de Toulouse obtiennent du roi Charles VI d'être à nouveau au nombre de douze.

### Réforme de 1438

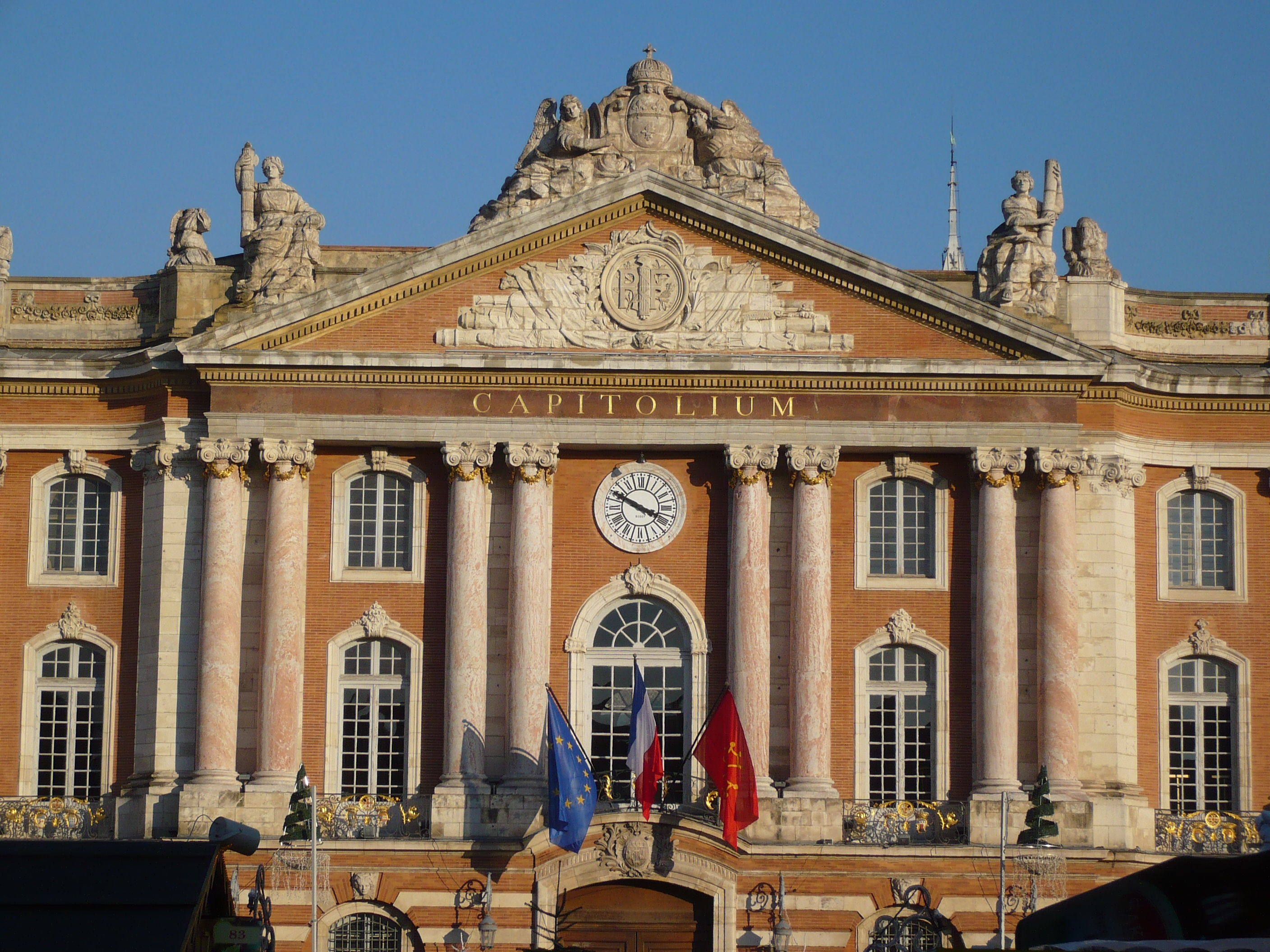
Les huit colonnes du Capitole de Toulouse représentent les huit capitoulats.

L'ordonnance de 1438 supprime quatre de ces parties : Saint-Pierre-Saint-Martin est réuni à la Daurade ; Saint-Romain, à Saint-Étienne ; Saint-Julien, à Saint-Pierre-des-Cuisines, et le Taur, à Saint-Sernin. Le nombre des parties est ainsi réduit à huit, six pour la Cité et deux pour le Bourg, nombre qui a subsisté jusqu'à la Révolution. Le nombre de capitouls est également fixé à huit, un par partie ou capitoulat. Les capitouls sont élus le 25 novembre, un par capitoulat et pour un an.
Tandis que le chef du Consistoire des capitouls est pris indistinctement dans l'un quelconque des capitoulats, les capitoulats ont un ordre de préséance invariable, toujours respecté pour l'ordre de marche dans les cérémonies, et suivant lequel les capitouls figurent sur les miniatures des Annales, le centre de la miniature étant pris comme place d'honneur. L'ordre de préséance des capitoulats est : La Daurade, Saint-Étienne, Pont-Vieux, La Pierre-Saint-Gérauld, La Dalbade, Saint-Pierre-des-Cuisines, Saint-Barthélémy et Saint-Sernin.
De plus, chaque capitoul arbore une couleur en fonction du quartier qu'il représente :
- le quartier de la Daurade en vert et blanc ;
- le quartier de Saint-Étienne en violet ;
- le quartier du Pont-Vieux en orange ;
- le quartier de la Pierre Saint-Gérauld en noir (place Esquirol actuelle) ;
- le quartier de la Dalbade en incarnat ;
- le quartier de Saint-Pierre des Cuisines en bleu ;
- le quartier de Saint-Barthélemy (place du Salin) en amarante ;
- le quartier de Saint-Sernin en jaune.

### Période moderne
En 1645, le roi nomme depuis Paris les capitouls malgré les remontrances de la ville qui estime qu'elle peut être seule à élire ses magistrats.
En vertu d'un arrêt du Conseil du 10 novembre 1687, les capitouls sont choisis par le roi sur une liste de quarante-huit candidats présentée par les capitouls sortants et réduite à vingt-quatre par le viguier.
En 1692, le roi impose des capitouls perpétuels mais, en 1700, le système revient à son organisation traditionnelle.
En vertu d'un arrêt du Conseil du 26 juin 1778, les huit capitouls sont pris dans les trois classes d'habitants de la ville, à savoir : deux parmi les gentilshommes, deux parmi les anciens capitouls et, afin de permettre le renouvellement du personnel municipal, quatre parmi les autres notables. Ils sont élus pour deux ans par le conseil général de la ville, composé de notables.
Le 14 septembre 1789, les capitoulats sont remplacés par quinze sections et les capitouls sont renvoyés. La nouvelle assemblée comporte néanmoins des nobles et des bourgeois. C'est Joseph de Rigaud qui est élu maire le 28 février 1790. La Révolution les remplace, selon l'ordonnance du 6 floréal an II, par des sections qui correspondent pour la Cité et le Bourg aux anciens capitoulats, sauf les parties rive droite des capitoulats la Daurade et le Pont-Vieux qui, réunis, formèrent la première section, et les parties rive gauche de ces mêmes capitoulats qui formèrent la deuxième section. Les capitoulats, hors les murs, formèrent neuf autres sections. Au XIXe siècle, ces divisions furent encore modifiées.

## Institutions

### Recrutement
Pour devenir capitoul, il faut être un homme âgé de plus de 25 ans, marié, catholique, posséder une maison à Toulouse et exercer une profession honorable : avocat, procureur, écuyer ou marchand.

### Titulature

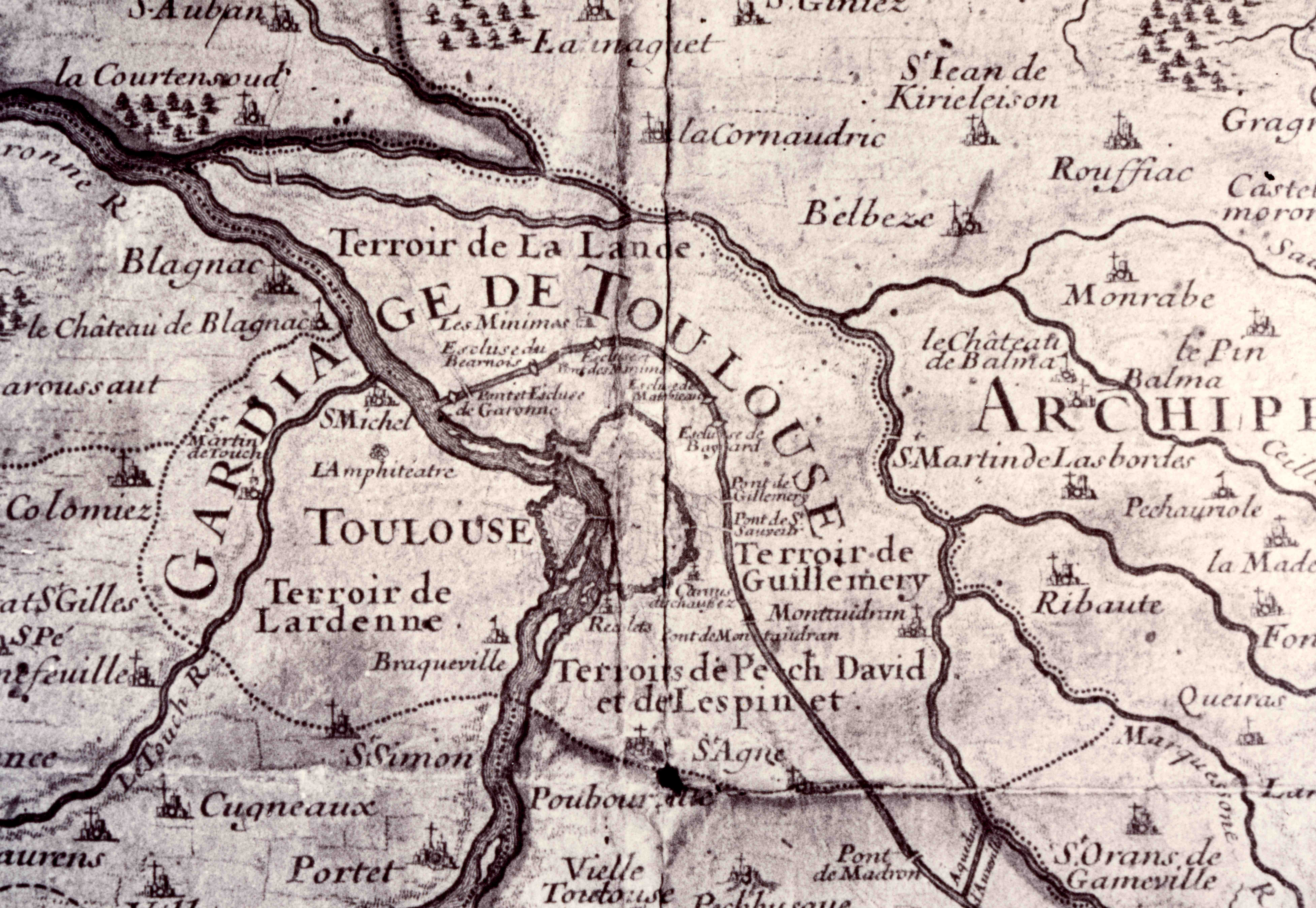
Carte du gardiage de Toulouse en 1706.

Sous l'Ancien Régime, les capitouls s'intitulent ainsi, dans leur ordonnances : « Nous capitouls, gouverneurs de la ville de Toulouse, chefs des nobles, juges ès causes civiles et criminelles, de la police et voirie de ladite ville et gardiage d'icelle ».
 Le gardiage est la banlieue de Toulouse. Il comprenait les neuf paroisses de Croix-Daurade, Lalande, Montaudran, Pouvourville, Saint-Exupère, Saint-Martin-du-Touch, Saint-Michel-du-Faubourg, Saint-Michel-du-Touch (ou Saint-Michel-Ferrery) à Lardenne et Saint-Simon.

### Noblesse
Jusqu’en 1248 la désignation des capitouls, faite à l’origine par le comte puis par les habitants (certains habitants) de la ville, était de fait entièrement entre les mains des vieilles familles notables toulousaines. 
La réforme de 1248 introduit à côté des maiores (les nobles), les medii, qui sont des bourgeois enrichis ; ces derniers, peu nombreux, s’intègrent très vite par mariage à l’oligarchie toulousaine. Tout cela fait que les capitouls sont confondus avec les nobles et même « assimilés » à ces derniers. Cependant des règles ont été édictées : « une famille bourgeoise ne devient définitivement noble que si le père et le fils ont été capitouls ». La légalité de cet anoblissement ne sera définitivement reconnue dans tout le royaume qu’après les lettres patentes d’Henri II, délivrées à Folembray le 14 août 1552, où il ordonne que « tous les capitouls qui ont été et seront à l’avenir, jouissent des mêmes privilèges et prérogatives que les autres nobles du royaume, de même que leur femme et tous leurs descendants mâles et filles ».

## Circonscriptions
Chaque capitoul est élu dans une circonscription, désignée comme partie ou capitoulat, où il réside et qu'il représente. Entre le XIIe et le XVe siècle, le nombre de capitoulats a évolué avec celui des capitouls, avant de se fixer, lui aussi à huit.

### Capitoulat de la Daurade
Le capitoulat de la Daurade (Partita Deaurata en latin) est le « premier en ordre ». Il prend le nom de l'église Sainte-Marie de la Daurade, une des plus vieilles églises de la ville. En 1389, lorsque le nombre des capitoulats est réduit à quatre, on lui joint les capitoulats du Pont-Vieux et de Saint-Pierre-Saint-Martin, mais le premier en est de nouveau séparé, pour former le troisième capitoulat, en 1401. On compte, en 1549, 434 feux, en 1571, 406 et en 1679, 408.
Le capitoulat de la Daurade, comme celui du Pont-Vieux, s'étendait pour partie dans la cité, rive droite de la Garonne, et pour partie dans le faubourg Saint-Cyprien, rive gauche. Du côté de la cité, il est limité, à l'est, par les rues de la Porterie (actuelle place du Capitole), Saint-Rome et des Changes qui le séparent des capitoulats de Saint-Étienne et de La Pierre ; au sud, par les rues Malcousinat, de la Bourse, Cujas, Peyrolières et du Tabac, qui le séparent du capitoulat du Pont-Vieux ; à l'ouest, par la Garonne, et au nord par la ligne des anciennes fortifications romaines, parallèle à la rue Pargaminières, qui le sépare du capitoulat de Saint-Pierre-des-Cuisines. Du côté du faubourg Saint-Cyprien, il est limité par la rue de la République au sud, la ligne des remparts médiévaux à l'ouest et au nord, et la Garonne à l'est. Le capitoulat de la Daurade s'étend également au-delà des murs de la ville, sur le gardiage de la ville.
En 1794, pendant la Révolution française, par l'ordonnance du 6 floréal, les capitoulats de la Daurade et du Pont-Vieux, rive droite, fusionnent et forment la 1re section, « La Nature », tandis que, rive gauche, les parties de ces deux capitoulats forment la 2e section « La Loi ». Cette nouvelle organisation ne survit pas à la période révolutionnaire.

### Capitoulat de Saint-Étienne
Le capitoulat de Saint-Étienne (Partita Sancti-Stephani en latin) est le « deuxième en ordre ». Il prend le nom de la cathédrale Saint-Étienne, église métropolitaine du diocèse de Toulouse. En 1389, lorsque le nombre des capitoulats est réduit à quatre, on lui joint les capitoulats de Saint-Rome et de Saint-Pierre-des-Cuisines, mais cette dernière partie en est de nouveau séparée, pour former le sixième capitoulat, en 1401.
Le capitoulat de Saint-Étienne est limité, au sud et à l'est, par les fossés des remparts, en suivant la ligne tracée aujourd'hui par la rue Jules-de-Rességuier, la rue Alexandre-Bida, les allées Forain-François-Verdier, le boulevard Lazare-Carnot et la rue Maurice-Fonvieille ; au nord, par la rue Lafayette, l'enclos de l'ancienne Maison Commune, actuel Capitole, et la moitié sud-est de la place du Capitole, qui le séparent du capitoulat de Saint-Sernin ; à l'ouest, par l'ancienne rue de la Porterie et la rue Saint-Rome, qui le séparent du capitoulat de la Daurade, et par la rue Jules-Chalande, la rue du Fourbastard, la rue des Arts, la rue Tolosane, la moitié de l'îlot entre les rues Mage et Perchepinte, et la rue Vélane, qui le séparent du capitoulat de la Pierre. Le capitoulat de Saint-Étienne s'étend également au-delà des murs de la ville, sur le gardiage de la ville, et en particulier sur le faubourg Saint-Étienne (actuel quartier Dupuy). Il comprenait 69 « îlots » de maisons : 35 dans la ville et 34 dans le faubourg.
En 1794, par l'ordonnance du 6 floréal, la partie du côté de la ville forme la 3e section, « La Convention », tandis que la partie du côté du faubourg Saint-Étienne, rebaptisé faubourg de la Raison, forme la 3e section, « l'Alliance Bordelaise ».

### Capitoulat de la Dalbade
Le capitoulat de la Dalbade (Partita Dealbatae en latin) est le « cinquième en ordre ». Il est limité, au sud, par la descente du Port-Garaud (actuelle avenue Maurice-Hauriou), à l'est, par la Porte du Château, la rue de l'Inquisition (actuelle place du Parlement), la place du Salin, la rue Pharaon, la place des Carmes et la rue des Filatiers ; au nord, par la rue du Coq-d'Inde, la rue de la Madeleine et les murs mitoyens entre les immeubles no 37-39 rue des Couteliers, jusqu'à la Garonne ; à l'ouest, par la Garonne, car il englobe toute l'île de Tounis. Hors de la ville, le capitoulat s'étend sur les paroisses au sud du gardiage.
En 1478, le capitoulat de la Dalbade compte 643 propriétaires. Ils ne sont plus que 500 propriétaires en 1550, puis 545 en 1679. La diminution considérable au cours du XVIe siècle vient principalement de la multiplication des communautés religieuses et de la construction des grands hôtels des parlementaires.
En 1794, par l'ordonnance du 6 floréal, la partie ville forme la 6e section, « La Liberté ».

### Capitoulat de Saint-Barthélémy
Le capitoulat de Saint-Barthélémy (Partita Sancti Bartholomei en latin) est le « septième en ordre ». Il est créé en 1336, lorsqu'on modifie la répartition des capitoulats entre la Cité et le Bourg. Auparavant, il était fondu avec celui de la Dalbade. Il n'y a pas eu de grandes fluctuations dans la division de la propriété entre le XVIe siècle et le XVIIIe siècle : on compte 444 feux en 1550, 458 en 1571, et 421 en 1679. Le capitoulat de Saint-Barthélemy est le quartier des parlementaires, qui y élèvent de nombreuses hôtels particuliers. 
Le capitoulat est limité, à l'ouest, par la rue de l'Inquisition (actuelle place du Parlement), la rue Pharaon, la place des Carmes et la rue des Filatiers, qui le séparent du capitoulat de la Dalbade ; au nord et à l'est, par la place et la rue de la Trinité, la place Rouaix, la rue Bouquières, la place et la rue Mage, la rue Espinasse, qui le séparent du capitoulat de la Pierre ; au sud, par les fossés des remparts, aujourd'hui la rue Jules-de-Rességuier et les allées Jules-Guesde. 
En 1794, par l'ordonnance du 6 floréal, la partie du côté de la ville forme la 5e section, « Droits de l'homme ». Après la Révolution, la noblesse toulousaine continue à habiter le quartier.